# Mesterholdenes Europa Cup i håndbold 1977-78 (kvinder)
Mesterholdenes Europa Cup i håndbold 1977-78 for kvinder var den 18. udgave af Mesterholdenes Europa Cup i håndbold for kvinder. Turneringen havde deltagelse af 19 klubhold, der var blevet nationale mestre sæsonen forinden, og blev afviklet som en cupturnering, hvor alle opgørene til og med semifinalerne blev afviklet over to kampe, hvor holdene mødtes både ude og hjemme. Finalen blev afviklet som én kamp.
Turneringen blev vundet af Berliner TSC fra Østtyskland, som i finalen på hjemmebane i Berlin besejrede Vasas SC fra Ungarn med 19-14. Det var første gang i turneringens historie, at Berliner TSC vandt titlen.
Danmarks repræsentant i turneringen var de danske mestre fra Handelsstandens Gymnastikforening, som blev slået ud i kvartfinalen, hvor holdet tabte 19-42 over to kampe til de senere vindere fra Berliner TSC.

## Resultater

### Ottendedelsfinaler
| Dato   | Dato   | Hjemmehold i 1. kamp  | Udehold i 1. kamp     | Resultat | Resultat | Resultat |
| 1.kamp | 2.kamp | Hjemmehold i 1. kamp  | Udehold i 1. kamp     | Samlet   | 1.kamp   | 2.kamp   |
| ------ | ------ | --------------------- | --------------------- | -------- | -------- | -------- |
| ?      | ?      | US d'Ivry             | Berliner TSC          | 13–59    | 08-23    | 05-36    |
| ?      | ?      | Handelsstandens GF    | Sjundeå IF            | 45–15    | 25-40    | 20-11    |
| 22.1.  | 29.1.  | TJ Gottwaldov         | Atletico Madrid       | 44–33    | 25-11    | 19-22    |
| ?      | ?      | IL Vestar             | Union St. Pölten      | ?–?      | ?-?      | ?-?      |
| ?      | ?      | Hapoel Rehovot        | Idem Hellas           | ?–?      | ?-?      | ?-?      |
| 22.1.  | ?      | Ruch Chorzów          | Polisens IF           | ?–?      | 16-13    | ?-?      |
| ?      | ?      | VIF G. Dimitrov Sofia | TSV Guts Muths Berlin | ?–?      | ?-?      | ?-?      |
| ?      | ?      | Vasas SC              | RK Radnički           | ?–?      | ?-?      | ?-?      |

### Kvartfinaler
| Dato   | Dato   | Hjemmehold i 1. kamp | Udehold i 1. kamp     | Resultat | Resultat | Resultat |
| 1.kamp | 2.kamp | Hjemmehold i 1. kamp | Udehold i 1. kamp     | Samlet   | 1.kamp   | 2.kamp   |
| ------ | ------ | -------------------- | --------------------- | -------- | -------- | -------- |
| ?      | ?      | Berliner TSC         | Handelsstandens GF    | 42–19    | 16-10    | 26-90    |
| ?      | ?      | IL Vestar            | TJ Gottwaldov         | 26–25    | 11-14    | 15-11    |
| ?      | ?      | Ruch Chorzów         | Idem Hellas           | 49–31    | 23-17    | 26-14    |
| ?      | ?      | Vasas SC             | TSV Guts Muths Berlin | 45–26    | 24-14    | 21-12    |

### Semifinaler
| Dato   | Dato   | Hjemmehold i 1. kamp | Udehold i 1. kamp | Resultat | Resultat | Resultat |
| 1.kamp | 2.kamp | Hjemmehold i 1. kamp | Udehold i 1. kamp | Samlet   | 1.kamp   | 2.kamp   |
| ------ | ------ | -------------------- | ----------------- | -------- | -------- | -------- |
| ?      | ?      | Berliner TSC         | IL Vestar         | 41–25    | 18-17    | 23-80    |
| ?      | ?      | Vasas SC             | Ruch Chorzów      | 39–36    | 23-24    | 16-12    |

### Finale
Finalen blev spillet i Kijev i Sovjetunionen.
| Dato  | Vinder       | Finalist | Res.  | Pause |
| ----- | ------------ | -------- | ----- | ----- |
| 16.4. | Berliner TSC | Vasas SC | 19–14 | ?     |